# Kaylin Irvine
Kaylin Christine Irvine (* 3. September 1990 in Calgary) ist eine ehemalige kanadische Eisschnellläuferin.

## Werdegang
Irvine wurde viermal kanadische Juniorenmeisterin und nahm an den Juniorenweltmeisterschaften 2010 in Moskau an fünf Läufen teil. Ihre besten Platzierungen dort waren jeweils der 12. Platz über 500 m und 1000 m sowie der vierte Rang in der Teamverfolgung. In der Saison 2011/12 startete sie in Salt Lake City erstmals im Eisschnelllauf-Weltcup, wobei sie in der B-Gruppe die Plätze sieben und vier über 1000 m errang und lief bei den Einzelstreckenweltmeisterschaften 2012 in Heerenveen auf den 17. Platz über 1000 m sowie bei der Sprintweltmeisterschaft 2012 in Calgary auf den 23. Rang. In den folgenden Jahren belegte sie bei den Einzelstreckenweltmeisterschaften 2013 in Sotschi den 18. Platz über 500 m sowie den 13. Rang über 1000 m, bei den Olympischen Winterspielen 2014 in Sotschi den 18. Platz über 1000 m, bei den Einzelstreckenweltmeisterschaften 2016 in Kolomna den 15. Platz über 1000 m und bei den Einzelstreckenweltmeisterschaften 2017 in Gangneung den 19. Platz über 500 m sowie den 18. Rang über 1000 m.
In der Saison 2017/18 erreichte Irvine in Stavanger mit dem dritten Platz im Teamsprint ihre erste Podestplatzierung im Weltcup und errang bei den Olympischen Winterspielen 2018 in Pyeongchang den 23. Platz über 1000 m. In der folgenden Saison lief sie im Teamsprint in Tomakomai erneut auf den dritten Platz und errang bei der Sprintweltmeisterschaft 2019 in Heerenveen den 14. Platz. Zudem errang sie bei den Einzelstreckenweltmeisterschaften 2019 in Inzell den 14. Platz über 500 m und gewann die Silbermedaille im Teamsprint. In der Saison 2019/20 erreichte mit drei Top-Zehn-Platzierungen den achten Platz in der Weltcupwertung über 500 m und wurde bei der Sprintweltmeisterschaft 2020 in Hamar Neunte. Zudem siegte sie bei den kanadischen Meisterschaften über 500 m und über 1000 m. Bei den Einzelstreckenweltmeisterschaften 2021 in Heerenveen kam sie auf den 14. Platz über 1000 m und auf den 12. Rang über 500 m. Ihren letzten Weltcup absolvierte sie im Dezember 2021 in Calgary, welchen sie auf dem 16. Platz über 500 m beendete.

## Erfolge

### Olympische Spiele
- 2014 Sotschi: 18. Platz 1000 m
- 2018 Pyeongchang: 23. Platz 1000 m

### Einzelstrecken-Weltmeisterschaften
- 2012 Heerenveen: 17. Platz 500 m
- 2013 Sotschi: 13. Platz 1000 m, 18. Platz 500 m
- 2016 Kolomna: 15. Platz 1000 m
- 2017 Gangneung: 18. Platz 1000 m, 19. Platz 500 m
- 2019 Inzell: 2. Platz Teamsprint, 14. Platz 500 m
- 2021 Heerenveen: 12. Platz 500 m, 14. Platz 1000 m

### Sprint-Weltmeisterschaften
- 2012 Calgary: 23. Platz Sprint-Mehrkampf
- 2019 Heerenveen: 14. Platz Sprint-Mehrkampf
- 2020 Hamar: 9. Platz Sprint-Mehrkampf

## Persönliche Bestzeiten
| Disziplin | Zeit        | Datum             | Ort     |
| --------- | ----------- | ----------------- | ------- |
| 500 m     | 37,26 s     | 1. Februar 2020   | Calgary |
| 1000 m    | 1:14,41 min | 7. Februar 2020   | Calgary |
| 1500 m    | 1:58,90 min | 22. März 2015     | Calgary |
| 3000 m    | 4:17,56 min | 21. November 2009 | Calgary |